# احمد سالم
احمد سالم (انگلیسی: Ahmed Salem) بازیکن فوتبال اهل مصر است.
وی همچنین در تیم ملی فوتبال مصر بازی کرده‌است.